# Smarchowice Małe

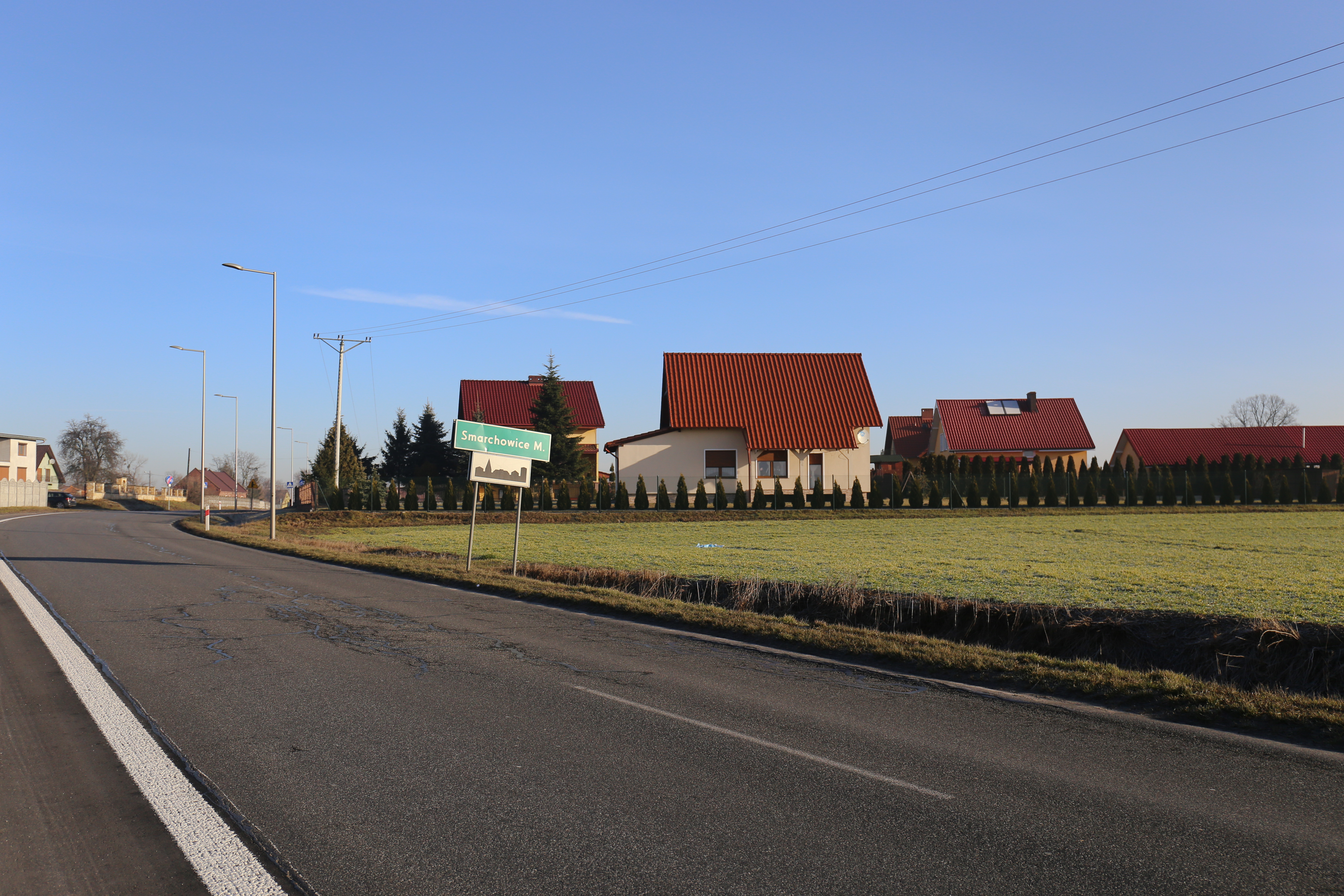
photo de la ville de Smarchowice. On peut y distinguer un panneau de localisation de la ville

Smarchowice Małe est une localité polonaise de la gmina et du powiat de Namysłów en voïvodie d'Opole.